# Loïc Desriac
Loïc Marie Desriac (sinh ngày 21 tháng 7 năm 1989) là một vận động viên đua xe đạp người Pháp hiện đang thi đấu cho đội đua xe đạp nghiệp dư Dược Domesco Đồng Tháp.

## Thành tích
2007
Áo vàng Overall Trophée Centre Morbihan
Áo vàng Bernaudeau Junior
Hạng 4 Overall La Coupe du Président de la Ville de Grudziądz
2009
Nhất chặng 1 Coupe des nations Ville Saguenay
Hạng 9 Paris–Tours Espoirs
2010
Hạng 4 Paris–Tours Espoirs
Hạng 9 Paris–Roubaix Espoirs
Hạng 10 Paris–Troyes
2011
Hạng 6 Grand Prix de la ville de Pérenchies
Hạng 9 Ronde van Vlaanderen U23
2012
Hạng 3 Ronde Pévéloise
Hạng 5 Grand Prix de la Somme
Hạng 9 Chrono des Nations
Hạng 10 Overall Boucles de la Mayenne
2013
Hạng 8 Grand Prix de la Somme
2014
Nhất chặng 3 Tour du Maroc
2015
Áo chấm đỏ Tour de Hokkaido
Hạng 9Tour du Loir-et-Cher
2016
Hạng 5 Tour de Jakarta
Hạng 8 Sharjah International Cycling Tour
Hạng 10 Tour de Singkarak
2017
Hạng 4 Tour de Singkarak
Hang 4 Tour de Ijen
2019
Hạng nhì Tour de Selangor
Hạng 4 Tour de Siak
Hạng 4 Tour de Singkarak
2021
Áo vàng Cúp truyền hình TP. Hồ Chí Minh